# Katipunan
El Katipunan fou una societat secreta fundada a les Filipines per Andrés Bonifacio; el seu objectiu principal era alliberar el país dels colonitzadors espanyols. El Katipunan conegut és realment un acrònim del nom oficial en tagal: Kataas-taasang, Kagalang-galangang Katipunan ng mga Anak ng Bayan —traduït com a 'Suprema i Venerable Associació dels Fills del Poble'-. El Katipunan també és conegut per les seves sigles, KKK (no confondre amb el Ku Klux Klan). Katipunan és un terme que vol dir la societat, la paraula arran del tagal és tipon, que significa recol·lectar. El Katipunan va ser fundat després de la detenció dels membres principals de La Lliga Filipina, organització fundada pel Dr. José Rizal i de la qual Andrés Bonifacio va ser membre.
Els membres del Katipunan estaven lligats per un jurament que havien de mantenir en secret. L'últim pas de la iniciació com a membre consistia a escriure en un llibre el seu nom amb la seva pròpia sang.

## Fundació

### Història

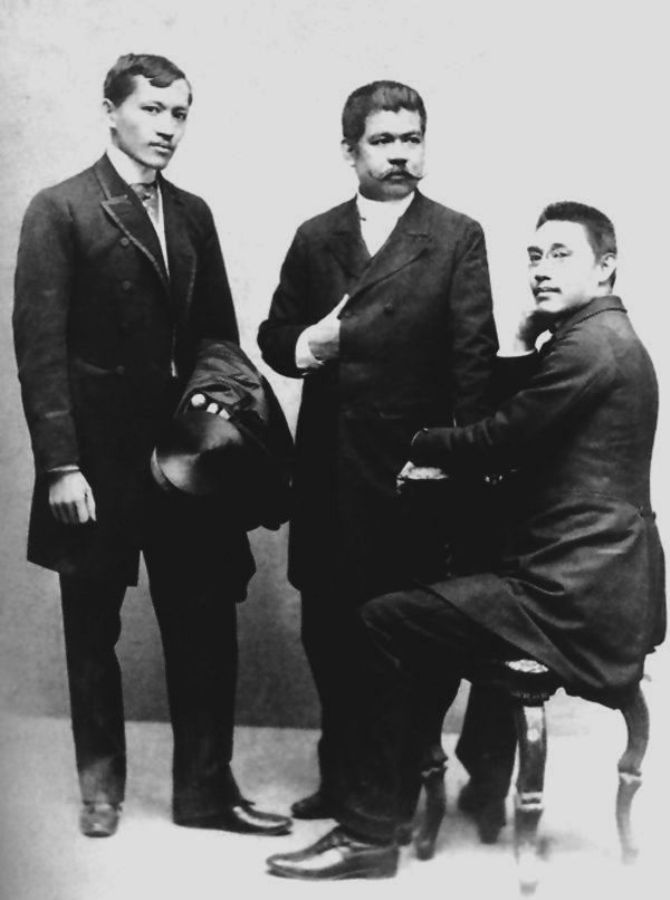
Fotografia dels líders del Moviment de Propaganda: José Rizal, Marcelo H. del Pilar i Mariano Ponce.

El Katipunan i el Cuerpo de Compromisarios eren organitzacions de successor de La Liga Filipina, fundada per José Rizal (que s'havia inspirat en el martiri dels seus predecessors, els Sacerdots nacionalistes: Gomez, Burgos i Zamora). Aquesta organització era part del Moviment de Propaganda de finals de segle xix a les Filipines. Els fundadors del Katipunan eren Deodato Arrellano, Teodoro Plata, Valentin Diaz, Ladislao Diwa, Andres Bonifacio, i Jose Dizon. Els fundadors Bonifacio, Diwa, i Plata eren tots els membres de La Lliga i van ser influïts pels ideals nacionalistes del Moviment de Propaganda a Espanya.
Membres capturats del Katipunan (també coneguts pel nom de Katipuneros), que eren també membres de La Lliga, van revelar a les autoritats colonials espanyoles que hi havia diferència d'opinió entre els membres de La Lliga: la Lliga advocava per reformes pacífiques, mentre que el Katipunan per la revolució armada.

### Fundació del Katipunan
El 7 de juliol de 1892, l'escriptor José Rizal va ser exiliat a Dapitan, Mindanao. Aquella nit Bonifacio, membre de La Liga Filipina; amb Plata, Diwa, Diaz, Arellano, i Dizon, va fundar el Katipunan a una casa del carrer Azcarraga (ara Avinguda Recto) prop del carrer Elcano, a San Nicolàs, Manila. Van establir el Katipunan quan els filipins s'adonaren que societats com La Liga Filipina serien suprimides per les autoritats colonials. Malgrat els seus dubtes sobre les reformes pacífiques que preveia Rizal, van anomenar-lo com a president honorari del Katipunan, sense el seu coneixement. El Katipunan, establert com a organització i fraternitat secreta, va ser conegut com a Kataas-taasang, Kagalang-galangang Katipunan ng̃ mg̃á Anak ng̃ Bayan (Societat Suprema i Venerable dels Nens de la Nació).
El Katipunan tenia quatre objectius principals:
- formar una aliança forta entre cada Katipunero
- unir els filipins dins una nació sòlida;
- guanyar la independència per les Filipines mitjançant un conflicte armat (o una revolució);[8]
- establir una república després d'haver aconseguit la independència.[9]

L'augment del Katipunan marca el final de la croada per assegurar reformes d'Espanya mitjançant una campanya pacífica. El Moviment de Propaganda dirigit per Rizal, del Pilar, Jaena i altres havien fallat la seva missió; per això, Bonifacio va començar el moviment militant per independència.
La revolució armada del Katipunan va començar l'agost de 1896, després que les autoritats espanyoles es van assabentar de l'existència del grup. El govern espanyol va culpar a Rizal per la revolta, ja que el Katipunan el considerava el seu president honorari, i el va condemnar a mort, condemna completa quan Rizal fou afusellat a Manila el 30 de desembre de 1896. L'execució de Rizal no va fer més que precipitar la rebel·lió. Malgrat això, Rizal s'havia deslligat del Katipunan per les seves influències maçòniques que s'oposaven a la seva fe cristiana, tot i que Rizal era un anticlerical fervent.

## La República de Kakarong i Maestrong Sebio o Dimabungo
El 1896, membres del Katipunan van fundar la República del Kakarong a la localitat de Kakarong de Sili (Kakarong Real o Caracóng de Sile) a la província de Bulacan, a l'illa de Luzón. Estaven liderats per Canuto Villanueva com a cap suprem i el general Eusebio Roque (conegut com a Maestrong Sebio o Dimabungo), el qual estava al comandament d'un exèrcit d'entre 3.000 i 6.000 homes, i havien constituït una veritable ciutat fortalesa (el general Gregorio del Pilar, en aquells dies tinent del Katipunan, participaria en el combat). En assabentar-se el govern espanyol, va llançar una ofensiva i l'1 de gener de 1897, el Comandant José Olaguer Feliú al comandament d'una columna de 600 soldats espanyols va prendre per assalt la fortificació de Caracóng de Sile, derrotant els katipuneros.

## Facció i Bonifacio
Durant el curs de la revolució contra Espanya, es va obrir una fractura entre la facció de Magdiwang (conduïda pel general Mariano Álvarez i lleial a Bonifacio) i la facció de Magdalo (conduïda pel general Baldomero Aguinaldo, cosí del general Emilio Aguinaldo). A la convenció de Tejeros, la proposta de Bonifacio per presidir el Katipunan no va tenir èxit, però van designar-lo pel càrrec de la secretaria de l'Interior. Quan un dels membres de la facció de Magdalo (Daniel Tirona) va intentar desacreditar a Bonifacio per la seva falta d'educació i per l'inadequat que era per a ocupar el càrrec, Bonifacio es va disgustar en extrem, estant fins i tot a punt de disparar-li amb el seu revòlver. Tot seguit va abandonar el lloc declarant nuls els resultats de la convenció i sense efecte. Bonifacio seria més endavant arrestat per ordre del general Aguinaldo i executat el 10 de maig de 1897.
En el Pacte de Biak-na-Bató, el general Aguinaldo va acordar amb el governador general espanyol posar fi les hostilitats i va partir voluntàriament a l'exili a Hong-Kong. El tractat de pau aviat es va esfondrar i les hostilitats es van reprendre. Aguinaldo va tornar a les Filipines al principi de la guerra hispana-americana. Va creure que els Estats Units serien un aliat en la lluita contra Espanya i va declarar la independència filipina d'Espanya el 12 de juny de 1898. Els temors que els Estats Units tinguessin realment una ambició imperialista es van confirmar quan es va refusar a la representació filipina en el Tractat de París (1898), amb la qual cosa les Filipines van ser venudes per Espanya als Estats Units per vint milions de dòlars estatunidencs. Aviat van esclatar les hostilitats entre les forces filipines i les dels EUA. La lluita va acabar després de la captura de Aguinaldo a Palanan, Isabela. Aquest va convèncer  la resta de les forces del Katipunan d'abandonar la lluita. Els generals filipins es van anar rendint un darrere l'altre. Tot i això, altres generals com Macario Sakay, van continuar la lluita.